# Rainha Internacional do Café 2011
Rainha Internacional do Café 2011 foi a 40ª edição do tradicional concurso de beleza feminino Rainha Internacional do Café, realizado todo mês de janeiro durante a histórica feira de Manizales, na Colômbia. Participaram da solenidade vinte e duas (22) candidatas de dois continentes diferentes, Américas e Europa. Com transmissão pela TV e internet com sinal da Telecafé, o concurso teve como campeã a representante da República Dominicana, Sofinel Báez Santos, coroada por sua antecessora, a brasileira Mariana Notarângelo.

## Resultados

### Colocações
| Posição   | País e Candidata                      |

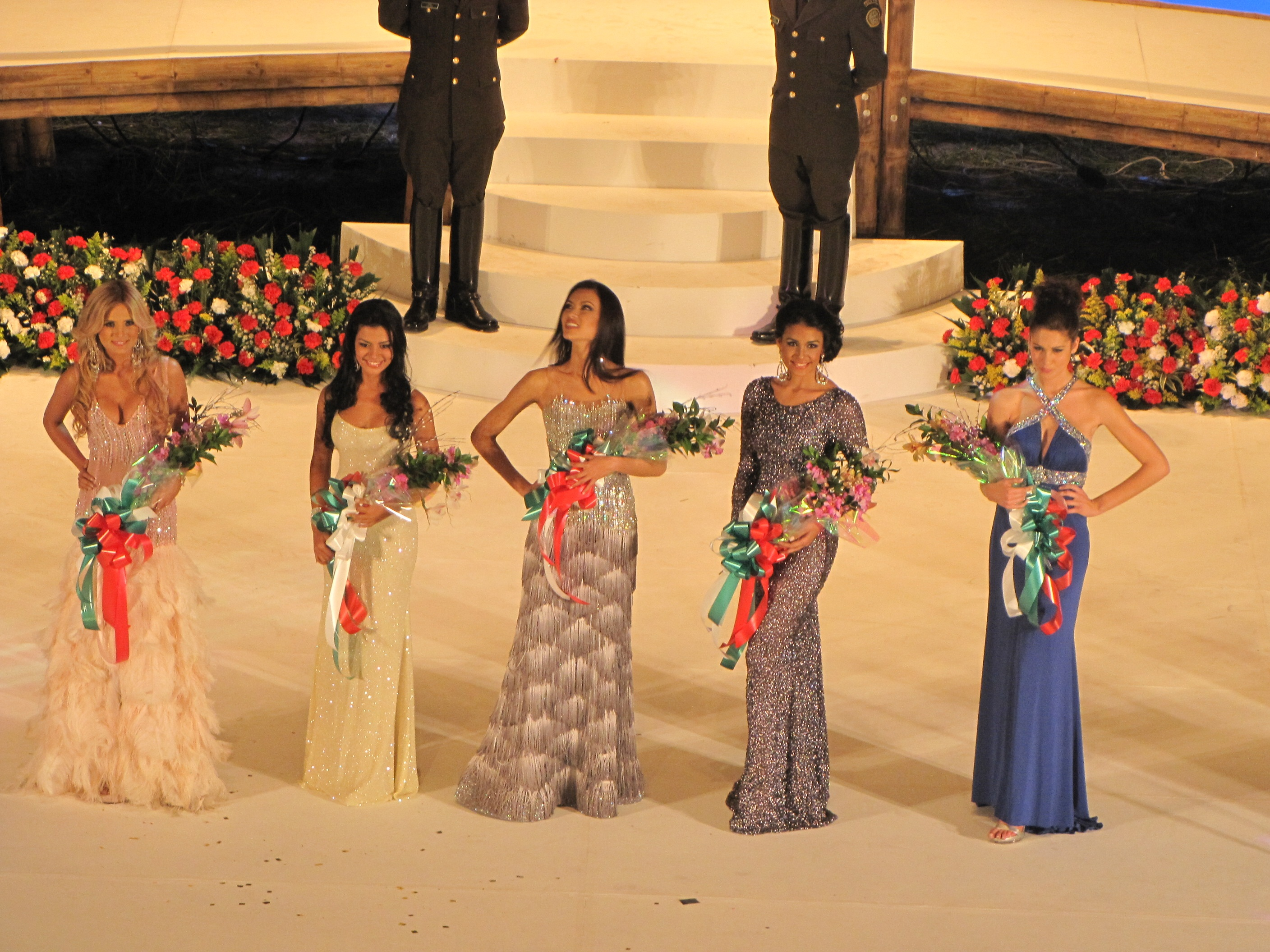
As cinco finalistas do concurso deste ano.

| Vencedora | - República Dominicana - Sofinel Báez |
| 2º. Lugar | - Venezuela - Ángela Julieta Ruíz     |
| 3º. Lugar | - Colômbia - Jenny Villada            |
| 4º. Lugar | - Espanha - Ana Isabel Miranda        |
| 5º. Lugar | - Bolívia - María Teresa Roca         |

### Prêmios Especiais
O concurso distribuiu os seguintes prêmios:
| Prêmio            | País e Candidata                |
| Melhor Rosto      | - Costa Rica - Amalia Matamoros |
| Melhor Cabelo     | - Costa Rica - Amalia Matamoros |
| Rainha da Polícia | - Estados Unidos - Jocell Villa |
| Rainha da Água    | - Costa Rica - Amalia Matamoros |

## Candidatas
Disputaram o título este ano: 